# لی دو هیون
لی دو هیون (کره‌ای: 이도현؛ زادهٔ ۱۱ آوریل ۱۹۹۵) بازیگر اهل کره جنوبی است. او با بازی در مجموعه‌های تلویزیونی هتل دل لونا (۲۰۱۹)، دوباره هجده سالگی (۲۰۲۰)، جوانان ماه مه (۲۰۲۱)، افتخار (۲۰۲۲) و مامان بد (۲۰۲۳) شناخته شده‌است.

## اوایل زندگی
لی دو هیون در ۱۱ آوریل ۱۹۹۵ در سئول در کره جنوبی متولد شد. دو هیون پسر بزرگتر است و یک برادر کوچکتر به نام ایم دونگ هیوک دارد. دو هیون دانشجوی دپارتمان فیلم و تئاتر دانشگاه چونگ آنگ بود.

## حرفه
لی دو هیون اولین بازیگری خود را در کمدی سیاه دفترچه زندان (۲۰۱۷) انجام داد که در آن نقش جوانی شخصیت جونگ کیونگ هو را به تصویر کشید.
در سال ۲۰۱۸، لی دو هیون در سریال تلویزیونی عاشقانه سی اما هفده ساله به عنوان عضوی از باشگاه قایقرانی دبیرستان و همچنین بهترین دوست نقش دوم مرد انتخاب شد. وی با بازی در کنار «آن هیو سوپ» و «جو هیون شیک» در جشنواره اهدای جوایز دراما اس‌بی‌اس ۲۰۱۸ در عنوان جایزه «شخصیت سال» نامزد شد. این سه بازیگر در طول مراسم آهنگ One Candle از گروه g.o.d را اجرا کردند. در همان سال، لی دو هیون در سریال حالا با عشق تمیز کن نیز ایفای نقش کرد و در نقش برادر کوچکتر نقش اول زن (کیم یو جونگ) و یک ورزشکار آینده‌دار تکواندو بازی کرد.
در سال ۲۰۱۹، لی دو هیون به جمع بازیگران سریال تلویزیونی دارک-فانتزی هتل دل لونا پیوست که به یکی از بالاترین امتیاز درام‌های کره‌ای در تلویزیون کابلی تبدیل شد. او همچنین در سریال نمایش بزرگ که از شبکه تی‌وی‌ان پخش شد حضور افتخاری داشت. لی دو هیون با ایفای نقش در سریال گزارش پیشاهنگی که پنجمین درام از فصل دهم درامای ویژه کی‌بی‌اس بود برنده جایزه «بهترین بازیگر نقش اول مرد در یک درام / ویژه / کوتاه» در سی و سومین دوره جشنواره اهدای جوایز درام کی‌بی‌اس شد.
در سال ۲۰۲۰، لی دو هیون در سریال دوباره هجده سالگی با ژانر کمدی رمانتیک بازی کرد که بر اساس فیلم آمریکایی دوباره ۱۷ بازسازی شده بود او نقش زک افران را بازی می‌کرد. این اولین نقش اصلی لی دو هیون در حرفه او بود، البته نقش اصلی مشترکی که با یون سانگ هیون داشت. بازی در این درام باعث شد تا وی جایزه بهترین بازیگر تازه‌کار تلویزیون را در پنجاه و هفتمین مراسم اهدای جوایز هنری بکسانگ را کسب کند. بعداً در همان سال، او در نقش لی یون هیوک، دومین شخصیت برجسته مرد در سریال خانه شیرین که از شبکه نتفلیکس پخش می‌شد ایفای نقش کرد که این سریال از وبتونی به همین نام اقتباس شده بود.
در سال ۲۰۲۱، لی دو هیون در سریال فراتر از شیطان با بازی در جوانی شین ها کیون حضور افتخاری داشته‌است. وی همچنین در سریال جوانان ماه مه از شبکه کی‌بی‌اس۲ بازی کرد. در ژوئیه ۲۰۲۱، لی دو هیون برای پیوستن به درام تی‌وی‌ان مالیخولیا به همراه ایم سو جونگ تأیید شد. این درام در نیمه دوم سال ۲۰۲۱ پخش شد. و در پایان سال ۲۰۲۱، لی دو هیون در کنار سونگ شی کیونگ و کیم سو هیون به عنوان مجری جوایز درامای کی‌بی‌اس ۲۰۲۱ انتخاب شد. در سال ۲۰۲۲، لی دو هیون در مجموعه تلویزیونی افتخار با حضور سونگ هه-کیو بازی کرد.

## فیلم‌شناسی

### فیلم
| سال  | عنوان               | نقش        | یادداشت    | منابع  |
| ---- | ------------------- | ---------- | ---------- | ------ |
| ۲۰۱۷ | شب تابستانی         | لیم سو جین | فیلم کوتاه | [ ۲۰ ] |
| TBA  | The Unearthed Grave | بونگ گیل   |            | [ ۲۱ ] |

### مجموعه تلویزیونی
| سال       | عنوان               | نقش                               | شبکه     | یادداشت                | منابع         |
| --------- | ------------------- | --------------------------------- | -------- | ---------------------- | ------------- |
| ۲۰۱۷–۲۰۱۸ | دفترچه زندان        | لی جون هو (جوانی)                 | تی‌وی‌ان   |                        | [ ۴ ]         |
| ۲۰۱۸      | سی اما هفده         | دونگ هه بیوم                      | اس‌بی‌اس   |                        | [ ۵ ]         |
| ۲۰۱۸–۲۰۱۹ | حالا با عشق تمیز کن | گیل اوه دول                       | جی‌تی‌بی‌سی |                        | [ ۷ ]         |
| ۲۰۱۹      | هتل دل لونا         | گو چونگ میونگ                     | تی‌وی‌ان   |                        | [ ۸ ]         |
| ۲۰۱۹      | نمایش بزرگ          | وی ده هان (جوانی)                 | تی‌وی‌ان   | مهمان (قسمت ۱–۳)       | [ ۹ ]         |
| ۲۰۱۹      | درامای ویژه کی‌بی‌اس  | کواک جه وون                       | کی‌بی‌اس۲  | قسمت: «گزارش پیشاهنگی» | [ ۱۱ ]        |
| ۲۰۲۰      | دوباره هجده سالگی   | هونگ ده یونگ (جوانی) / گو وو یونگ | جی‌تی‌بی‌سی |                        | [ ۱۲ ]        |
| ۲۰۲۰      | خانه شیرین          | لی یون هیوک                       | نتفلیکس  |                        | [ ۱۴ ]        |
| ۲۰۲۱      | فراتر از شیطان      | لی دونگ شیک (جوانی)               | جی‌تی‌بی‌سی | مهمان (قسمت ۱–۲)       | [ ۱۵ ]        |
|           | جوانان ماه مه       | هوانگ هی ته                       | کی‌بی‌اس۲  |                        | [ ۱۶ ] [ ۱۷ ] |
|           | مالیخولیا           | بک سونگ یو/ بک مین جه             | تی‌وی‌ان   | [ ۱۸ ]                 |               |
| ۲۰۲۲      | افتخار              | جو یو جونگ                        | نتفلیکس  |                        | [ ۲۲ ]        |
| ۲۰۲۳      | مامان بد            | چوی کانگ هو                       | جی‌تی‌بی‌سی |                        |               |

## میزبان
| سال  | عنوان              | شبکه    | توضیحات                              | منابع  |
| ---- | ------------------ | ------- | ------------------------------------ | ------ |
| ۲۰۲۱ | جوایز کی‌بی‌اس دراما | کی‌بی‌اس۲ | به همراه سونگ شی کیونگ و کیم سو هیون | [ ۲۳ ] |

## جوایز و نامزدی‌ها
| سال  | مراسم                                           | عنوان جایزه                                         | گیرنده                               | نتیجه    | منبع          |
| ---- | ----------------------------------------------- | --------------------------------------------------- | ------------------------------------ | -------- | ------------- |
| ۲۰۱۸ | بیست و ششمین جشنواره اهدای جوایز دراما اس‌بی‌اس   | شخصیت سال                                           | سی اما هفده ساله                     | نامزدشده | [ ۶ ]         |
| ۲۰۱۹ | سی و سومین دوره جشنواره اهدای جوایز درام کی‌بی‌اس | بهترین بازیگر نقش اول مرد در یک درام / ویژه / کوتاه | درامای ویژه کی‌بی‌اس: (گزارش پیشاهنگی) | برنده    | [ ۱۱ ]        |
| ۲۰۲۰ | پنجمین دوره جوایز هنرمند آسیا                   | جایزه محبوبیت (بازیگر مرد)                          | لی دو هیون                           | نامزدشده |               |
| ۲۰۲۰ | نوزدهمین دوره جوایز برند کره                    | بهترین بازیگر تازه‌کار مرد                           | لی دو هیون                           | برنده    | [ ۲۴ ]        |
| ۲۰۲۱ | هفتمین جشنواره اهدای جوایز ای‌پی‌ای‌ان استار       | بهترین بازیگر تازه‌کار مرد                           | دوباره هجده سالگی                    | برنده    | [ ۲۵ ] [ ۲۶ ] |
| ۲۰۲۱ | ۵۷مین مراسم اهدای جوایز هنری بکسانگ             | بهترین بازیگر تازه‌کار مرد                           | دوباره هجده سالگی                    | برنده    | [ ۲۷ ] [ ۱۳ ] |
| ۲۰۲۱ | مراسم اهدای جوایز برند سال                      | بازیگر ستاره در حال ظهور                            | لی دو هیون                           | برنده    | [ ۲۸ ]        |
| ۲۰۲۱ | مراسم اهدای جوایز بین‌المللی درامای سئول         | بازیگر عالی                                         | خانه شیرین                           | برنده    | [ ۲۹ ] [ ۳۰ ] |
| ۲۰۲۱ | جوایز خلاق آکادمی آسیا                          | بهترین بازیگر مرد نقش فرعی                          | خانه شیرین                           | Pending  | [ ۳۱ ] [ ۳۲ ] |
| ۲۰۲۱ | جوایز درامای کی‌بی‌اس                             | جایزه عالی برتر                                     | جوانان ماه مه                        | برنده    |               |